# Lebiazhi (Gulkévichi, Krasnodar)
Lebiazhi (del ruso: Лебяжий) es un jútor del raión de Gulkévichi del krai de Krasnodar, en el sur de Rusia. Está situado 7 km al nordeste de Gulkévichi y 145 km al nordeste de Krasnodar, la capital del krai. Tenía 181 habitantes en 2010
Pertenece al ókrug urbano Gulkévichkoye.